# Democritus (månekrater)
Democritus er et nedslagskrater på Månen. Det befinder sig på den nordlige halvkugle på Månens bagside, lige nord for Mare Frigoris, og det er opkaldt efter den græske astronom og filosof Demokrit (ca. 460 f.Kr. – ca. 360 f.kr.)
Navnet blev officielt tildelt af den Internationale Astronomiske Union (IAU) i 1935.

## Omgivelser
Democrituskrateret ligger lige nord for det lavaoversvømmede Gärtnerkrater, som danner en bugt i månemaret. Direkte mod nord ligger Arnoldkrateret, et andet oversvømmet krater.

## Karakteristika
Randen af Democritus har en skarp kant og viser få tegn på erosion. Den danner ikke helt en cirkel, men har udadgående buler, som ligner hakker og giver den en lidt irregulær form. De indre vægge har enkelt- eller dobbeltterrasser, som fører ned til en forholdsvis flad kraterbund. Nær dennes midte findes en lille central top.

## Satellitkratere
De kratere, som kaldes satellitter, er små kratere beliggende i eller nær hovedkrateret. Deres dannelse er sædvanligvis sket uafhængigt af dette, men de får samme navn som hovedkrateret med tilføjelse af et stort bogstav. På kort over Månen er det en konvention at identificere dem ved at placere dette bogstav på den side af satellitkraterets midte, som ligger nærmest hovedkrateret. Democrituskrateret har følgende satellitkratere:
| Democritus | Længde  | Bredde  | Diameter |
| ---------- | ------- | ------- | -------- |
| A          | 61,6° N | 32,4° Ø | 11 km    |
| B          | 60,1° N | 28,6° Ø | 12 km    |
| D          | 62,9° N | 31,2° Ø | 8 km     |
| K          | 63,1° N | 40,7° Ø | 7 km     |
| L          | 63,4° N | 39,7° Ø | 18 km    |
| M          | 63,6° N | 37,1° Ø | 5 km     |
| N          | 63,6° N | 34,3° Ø | 16 km    |

## Måneatlas
- Billeder af Democrituskrateret i LPI-måneatlasset